# 친미
친미(親美, 영어: Pro-Americanism)는 정치·경제·사회·문화 등의 측면에서 미국에 친근감을 가지는 사람, 단체 혹은 외교 정책을 의미한다. 20세기에는 사실상 친러파 내지 친소파, 21세기에서는 사실상 친중파와 대조되는 외교 정책이다.

## 설명
미국과 자국과의 사이에 많은 공통의 이익을 찾아내고, 미국과의 관계의 강화를 통해서 자국을 이로울 수 있다고 생각하고, 미국과의 관계를 우선한 외교나 정치를 지향한다. 
주요 친미성향 국가로는 아이슬란드, 아일랜드, 스페인, 포르투갈, 안도라, 영국, 프랑스, 독일, 네덜란드, 룩셈부르크, 벨기에, 이탈리아, 오스트리아, 덴마크, 스웨덴, 핀란드, 그리스, 튀르키예, 아랍에미리트, 사우디아라비아, 쿠웨이트, 카타르, 바레인, 콜롬비아, 브라질, 오스트레일리아, 뉴질랜드, 캐나다, 과테말라,  홍콩, 마카오, 말레이시아, 브루나이,  그루지야, 뉴질랜드, 대한민국, 에스토니아, 슬로베니아, 폴란드,  남아프리카공화국, 헝가리, 중화민국, 인도, 네팔, 부탄, 필리핀, 파키스탄, 온두라스, 아르헨티나, 일본, 베트남, 방글라데시, 파라과이, 우루과이, 에콰도르, 페루, 칠레, 가이아나, 수리남 등이 있다. 특히 북대서양 조약기구(NATO) 가맹 국가들은 보통 친미 국가라고 볼 수 있다. 
이외 반대로 쿠바, 라오스, 캄보디아, 니카라과, 베네수엘라, 시리아, 중화인민공화국, 이란, 러시아, 조선민주주의인민공화국은 반미 국가로 분류되는 경우가 많다. 튀르키예의 경우 전통적으로는 친미 국가로 분류되었으나, 현재는 논란의 여지가 있다. 베트남의 경우 공산화 이후로는 전통적으로 반미 국가로 알려져 왔으나 근래 중화인민공화국과의 남중국해 분쟁으로 인해 반중 감정이 고조되면서 다소 친미적인 입장으로 선회하고 있다.

## 같이 보기
- 반미주의
- 친영
- 친러
- 친일
- 친중